# Paul Annacone
Paul Annacone (Southampton, 20 de Março de 1963) é um ex-tenista norte-americano, chegou a estar entre os 20 melhores jogadores do ranking de 1986. Foi o último treinador do tenista suiço Roger Federer.

## Títulos

### Simples (3)
| Legenda                 |
| Grand Slam (0)          |
| Tennis Masters Cup (0)  |
| ATP Masters Series (0)  |
| Outros torneios ATP (3) |

| Títulos por superfície |
| Dura (1)               |
| Grama (0)              |
| Saibro (0)             |
| Carpete (2)            |

| Nr. | Data                   | Torneio                     | Superfície | Adversário     | Pontos                  |
| 1.  | 16 de Setembro de 1985 | Los Angeles, Estados Unidos | Dura       | Stefan Edberg  | 7-6, 6-7, 7-6           |
| 2.  | 7 de Outubro de 1985   | Brisbane, Austrália         | Carpete    | Kelly Evernden | 6-3, 6-3                |
| 3.  | 25 de Julho de 1989    | Viena, Áustria              | Carpete    | Kelly Evernden | 6-7, 6-4, 6-1, 2-6, 6-3 |

### Duplas (14)
| Legenda                  |
| Grand Slam (1)           |
| Tennis Masters Cup (0)   |
| ATP Masters Series (1)   |
| Outros torneios ATP (12) |

| Títulos por superfície |
| Dura (5)               |
| Grama (2)              |
| Saibro (1)             |
| Carpete (6)            |

| Nr. | Data                    | Torneio                       | Superfície | Parceiro             | Adversários na final           | Resultado          |
| 1.  | 10 de Dezembro de 1984  | Sydney Outdoor, Austrália     | Grama      | Christo Van Rensburg | Tom Gullikson Scott McCain     | 7-6, 7-5           |
| 2.  | 18 de Fevereiro de 1985 | Delray Beach, Estados Unidos  | Dura       | Christo Van Rensburg | Sherwood Stewart Kim Warwick   | 7-5, 7-5, 6-4      |
| 3.  | 29 de Abril de 1985     | Atlanta, Estados Unidos       | Carpete    | Christo Van Rensburg | Steve Denton Tomas Smid        | 6-4, 6-3           |
| 4.  | 30 de Setembro de 1985  | São Francisco, Estados Unidos | Carpete    | Christo Van Rensburg | Brad Gilbert Sandy Mayer       | 3-6, 6-3, 6-4      |
| 5.  | 9 de Dezembro de 1985   | Australian Open               | Grama      | Christo Van Rensburg | Mark Edmondson Kim Warwick     | 3-6, 7-6, 6-4, 6-4 |
| 6.  | 9 de Março de 1987      | Key Biscayne, Estados Unidos  | Dura       | Christo Van Rensburg | Ken Flash Robert Seguso        | 6-2, 6-4, 6-4      |
| 7.  | 6 de Abril de 1987      | Chicago, Estados Unidos       | Carpete    | Christo Van Rensburg | Mike De Palmer Gary Donnelly   | 6-3, 7-6           |
| 8.  | 20 de Abril de 1987     | Tokyo Outdoor, Japão          | Dura       | Kevin Curren         | Andrés Gómez Anders Jarryd     | 6-4, 7-6           |
| 9.  | 31 de Outubro de 1988   | Paris Indoor, França          | Carpete    | John Fitzgerald      | Jim Grabb Christo Van Rensburg | 6-2, 6-2           |
| 10. | 20 de Fevereiro de 1989 | Memphis, Estados Unidos       | Dura (i)   | Christo Van Rensburg | Scott Davis Tim Wilkison       | 7-6, 6-7, 6-1      |
| 11. | 27 de Fevereiro de 1989 | Philadelphia, Estados Unidos  | Carpete    | Christo Van Rensburg | Rick Leach Jim Pugh            | 6-3, 7-5           |
| 12. | 30 de Julho de 1990     | Toronto, Canadá               | Dura       | David Wheaton        | Broderick Dyke Peter Lundgren  | 6-1, 7-6           |
| 13. | 3 de Maio de 1993       | Atlanta, Estados Unidos       | Saibro     | Richey Reneberg      | Todd Martin Jared Palmer       | 6-4, 7-6           |
| 14. | 25 de Outubro de 1993   | Pequim, China                 | Carpete    | Doug Flach           | Jacco Eltingh Paul Haarhuis    | 7-6, 6-3           |